# Rawka (wieś)
Rawka – wieś w Polsce położona w województwie świętokrzyskim, w powiecie jędrzejowskim, w gminie Słupia.